# Sprogleg
Sprogleg er en form for leg, der består i at konstruere og eksperimentere med nye og uventede kombinationer af sproglyde, betydninger og bogstavkombinationer end de gængse muligheder i konventionel sprogbrug.
Jf Wikipedias hovedartikel om leg kan sprogleg klassificeres som en konstruktionsleg, hvor sproget er det "materiale", der konstrueres og eksperimenteres med.

## Eksempler på sproglege
- Bakke snagvendt
- P-sprog
- Rim og remser
- Røversprog
- Vrøvlevers
- Tale baglæns